# Боровиц, Виллибальд
Виллибальд Эрих Франц Йозеф Боровиц (нем. Willibald Erich Franz Josef Borowietz; 17 сентября 1893, Ратибор — 1 июля 1945, Клинтон, Миссисипи, США) — немецкий военачальник, генерал-лейтенант нацистской Германии (с 1943).
Кавалер Рыцарского креста Железного креста с Дубовыми Листьями (1941).

## Биография
Службу в прусской армии начал юнкером Силезского пехотного полка в марте 1914 года.
Участник Первой мировой войны. Сражался на Западном фронте. В августе был ранен и отправлен в госпиталь. В сентябре 1914 г. вернулся в действующую армию. Через несколько дней получил тяжёлое ранение под Сент-Андре, потерял правый глаз, снова попал в военный госпиталь в Бреслау. В октябре 1914 года получил звание прапорщика и в декабре того же года направлен для прохождения дальнейшей службы в запасном батальоне своего полка.
Позже стал командиром пулемётной роты. С января 1915 года — лейтенант. Окончание войны встретил в госпитале.
С 1919 года служил в Силезской пограничной службе, уволен из армии в октябре того же года. Затем — обер-лейтенант полиции Бреслау.
В августе 1931 года окончил Высшую школу полиции в Потсдаме, получил звание майора полиции. С октября 1935 года служил майором в штабе в Вюнсдорфе, затем переведен офицером в вермахт. С октября 1937 года в штабе школы танковых войск.
В начале сентября 1939 года майор Боровец участвовал в Польской кампании, командуя противотанковым подразделением.
С апреля 1940 — подполковник. Принимал участие во Французской, а затем Балканской кампаниях. В апреле 1941 г. отмечен сертификатом Почёта Главнокомандующего Сухопутных войск Вермахта.
В июне 1941 года, командуя 10-м стрелковым полком в составе вермахта, сражался против РККА в начале кампании против СССР. В феврале 1942 года ему было присвоено звание полковника.
В 1942 году его полк был реорганизован в моторизованный. В октябре того же года направлен в резерв фюрера.
С ноября 1942 г. полковник Боровец был назначен командиром 10-й танковой бригады. С 11 ноября 1942 по 10 мая 1943 года — генерал-лейтенант Виллибальд Боровиц командовал 15-й танковой дивизией, во главе которой сражался в Северной Африке. С 1 января 1943 года — генерал-майор. 15 мая 1943 года стал генерал-лейтенантом.
После пополнения дивизия участвовала в наступлении в районе Кассеринского прохода, где нанесла поражение американским войскам. Однако дивизия была остановлена и разгромлена к югу от Туниса во время окончательного развала войск стран Оси в Северной Африке в мае 1943 года.
Виллибальд Боровиц сдался союзным войскам вместе с остатками немецкого Африканского корпуса и был отправлен в Соединенные Штаты в лагерь военнопленных в Клинтоне, округ Хайндс (округ штата Миссисипи). Покончил жизнь самоубийством 1 июля 1945 года в результате удара током в ванной. Официальной причиной смерти стало кровоизлияние в мозг .
Виллибальд Боровиц был женат на еврейке Еве Ледиен, которая покончила с собой в октябре 1938 года, чтобы не допустить признание властями Третьего Рейха их детей неарийского происхождения.

## Награды
- Железный крест (1914) 2-го (6 октября 1914) (Королевство Пруссия)
- Железный крест (1914) 1-го (25 июня 1915) (Королевство Пруссия)
- Нагрудный знак «За ранение» (1918) чёрный
- Почётный крест Первой мировой войны 1914/1918 с мечами (21 декабря 1935)
- Медаль «За выслугу лет в вермахте» с 4-го по 1-й класс (2 октября 1936)
- Венгерская памятная медаль мировой войны с мечами (1936) (Королевство Венгрия)
- Медаль за участие в Европейской войне (1915—1918) с мечами (1938) (Царство Болгария)
- Пряжка к Железному кресту (1939) 2-го класса (25 сентября 1939)
- Пряжка к Железному кресту (1939) 1-го класса (11 июня 1940)
- Сертификат Почёта Главнокомандующего Сухопутных войск Вермахта за выдающиеся достижения на поле боя (1941)
- Нагрудный знак «За участие в общих штурмовых атаках» (14 апреля 1941)
- Рыцарский крест Железного креста с дубовыми листьями
  - рыцарский крест (24 июля 1941)
  - дубовые листья (№ 235) (10 мая 1943)
- Немецкий крест в золоте (44 июня 1942)
- Медаль «За зимнюю кампанию на Востоке 1941/42» (1 августа 1942)
- Манжетная лента «Африка» (1943)
- Медаль «За воинскую доблесть» в серебре (1943) (Королевство Италия)
- Упоминание в Вермахтберихт (12 апреля 1941; 11 мая 1943)